# Vilanòva d'Avinhon
Vilanova d'Avinyó (en francès Villeneuve-lès-Avignon i en occità Vilanòva d'Avinhon) és un municipi francès situat al departament del Gard i a la regió d'Occitània, Occitània. L'any 1999 tenia 11.791 habitants. Està situada al costat del riu Roine, a la riba oposada d'Avinyó.

## Història
Al segle x s'hi va fundar una abadia benedictina dedicada a Sant Andreu, al voltant de la qual s'hi va desenvolupar una vila. El 1292 un tractat de pariatge entre el rei de Felip IV de França anomenat el Bell i l'abat de Saint-André que preveia la construcció d'un castell, el castell de Sant Andreu, i d'una torre, la torre de Felip el Bell, situats al davant d'Avinyó. D'aquesta manera es protegia la frontera del regne de França i sobretot servia per controlar la vila d'Avinyó temps a venir, sobretot quan la vila fou propietat papal durant el Cisma d'Occident i després. A partir d'aquestes construccions s'anà consolidant la vila de Vilanova que va rebre el nom de Villeneuve Saint-André.

## Demografia
| Població | 6.422 | 6.977 | 8.540 | 9.282 | 10.730 | 11.791 |

## Administració i política

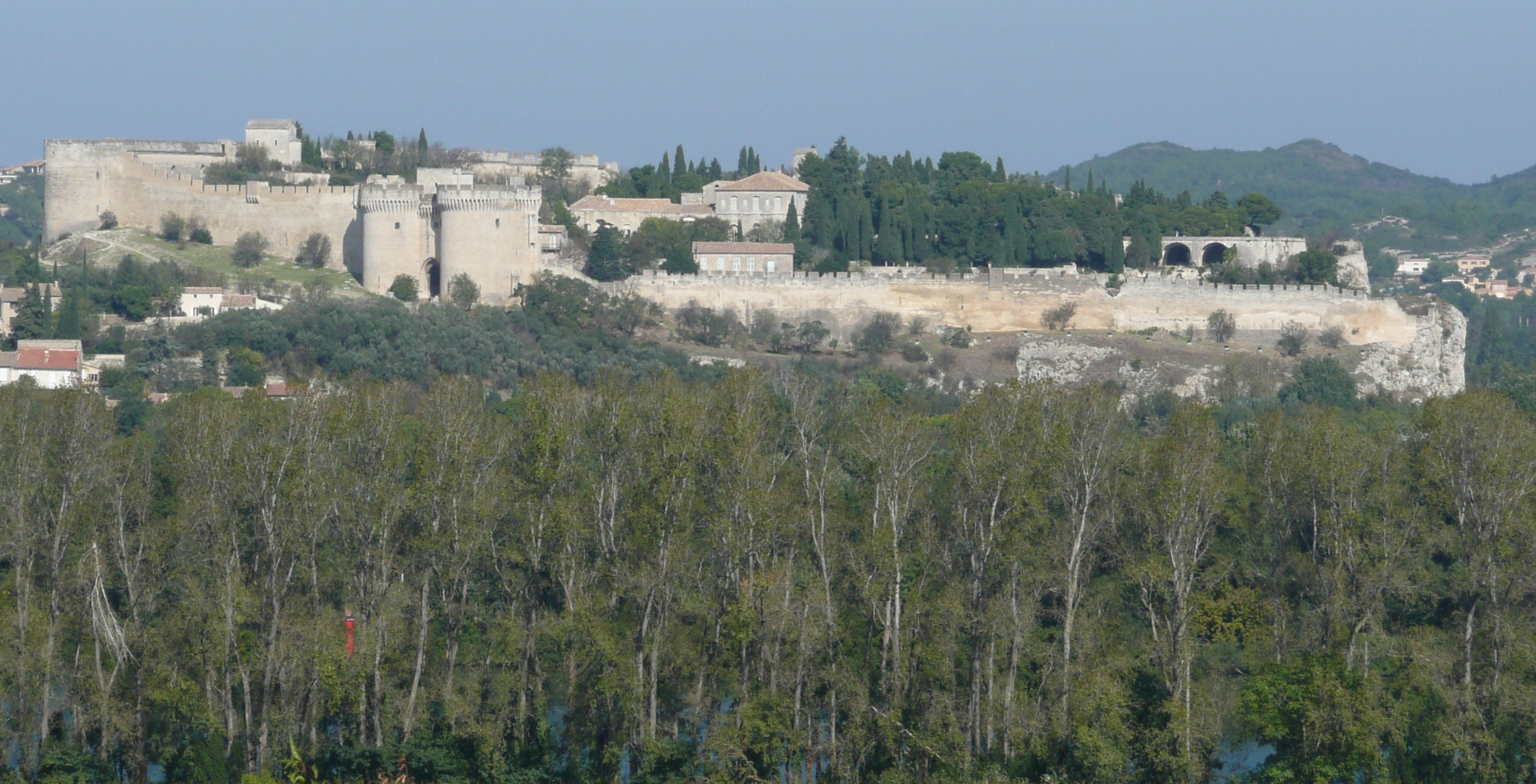
El Castell de Saint-André

| Període      | Identitat         | Partit | Autoritat         |
| ------------ | ----------------- | ------ | ----------------- |
| març de 2008 | Jean-Marc Roubaud | UMP    | Diputat           |
| 2001 - 2008  | Jean-Marc Roubaud | UMP    | Diputat           |
| 1995 - 2001  | Jean-Marc Roubaud | UMP    | Diputat           |
| 1989 - 1995  | Aimé Montal       | PS     | Conseller general |

## Llocs i monuments
- Vilanova d'Avinyó és considerada com a vila d'art i d'història.
- La Cartoixa de Notre-Dame de Val-de-Bénédiction.
- El Castell de Saint-André.
- La Torre de Felip el Bell.

## Agermanament
| - Peníscola (País Valencià) - San Miniato (Itàlia) |

## Personalitats importants del municipi
- Jean Alesi (1964-) - Pilot d'automobilisme